# هيرب راسيل
هيرب راسيل (بالإنجليزية: Herb Russell)‏ هو سياسي أمريكي، ولد في 23 مارس 1953. حزبياً، نشط في الحزب الديمقراطي. وقد انتخب عضو مجلس نواب فيرمونت.